# Bengadiine
Bengadiine (auch: Bangadini, Bengadiiene, Île Bagadini) ist eine winzige Insel von Somalia. Sie gehört politisch zu Jubaland und geographisch zu den Bajuni-Inseln, einer Kette von Koralleninseln (Barriereinseln), welche sich von Kismaayo im Norden über 100 Kilometer bis zum Raas Kaambooni nahe der kenianischen Grenze erstreckt.

## Geographie
An dieser Stelle bildet das Saumriff mehrere hintereinanderliegende Riffkronen zum Meer hin aus. In der Umgebung liegen zahlreiche weitere Riffinselchen, unter anderen Kiwamooka, Bawaadi und Kuwuubi. Die Insel bildet die südliche Landmarke des Ankerplatzes von Jofay und die letzte Begrenzung der Mündung des Flusses Lag Salaam zum Meer hin, der weiter nördlich bei Jofay mündet.

## Klima
Als Klima herrscht heißes Steppenklima mit Monsuneinfluss.